# Прогрессивизм в США
Прогрессивизм в США — реформаторское движение, преобладавшее в политической жизни Америки в начале XX века. Его социальной опорой стал средний класс. Американский прогрессивизм стал ответной реакцией на модернизацию американской экономики и общества, в частности, на появление крупных промышленных и железнодорожных корпораций, а также на засилие коррупции в американской политике. К XXI веку прогрессистское движение приобрело черты энвайронментализма и движения за социальную справедливость.

## Основные требования

### Государственная регуляция монополий
Многие прогрессисты считали, что монополии в американской промышленности нарушают естественные экономические законы конкуренции, необходимой для прогресса страны. Президенты Теодор Рузвельт и Уильям Тафт поддерживали развитие конкурентного права, рассчитанного на подавление в экономике недобросовестной конкуренции.
В то же время, ряд прогрессистов указывал на необходимость консолидации капитала и промышленности и даже монополизации некоторых отраслей под контролем правительственных органов.

### Борьба с коррупцией
Коррупция подрывала основы американской государственности, и прогрессисты требовали очистить органы власти всех уровней от коррупционеров.

### Демократия
Прогрессисты требовали улучшить контроль над органами власти путём внедрения механизмов прямой демократии. Так, в ряде штатов (Орегон, Вашингтон, Айдахо, Висконсин) была внедрена система прямой инициативы избирателей, референдумов и отзыва депутатов, не удовлетворяющих их требованиям.

### Городское управление
В центре внимания прогрессистов оказались реформы в управлении на уровне отдельных штатов и быстро растущих городов. В частности, они требовали от выборных депутатов найма профессиональных менеджеров для организации юридических процедур, документооборота, торговых операций и т. д. В частности, по их требованиям были введены должности сити-менеджера, профессионального администратора, выполнявшего решения городского совета. Кроме того, было сокращено влияние местных политических боссов и расширены полномочия городских советов. Численность чиновников городского и регионального уровня была сокращена. Средства бюджетов городов и штатов стали расходовать в соответствии с заранее принятыми планами, а не в зависимости от наличия средств.

### Образование
Джон Дьюи и другие прогрессисты требовали реформ в сфере образования с тем, чтобы сделать её стандартной и универсальной. В частности, они боролись за введение обязательного образования для детей, даже если их родители были против обучения детей в школе. Одинаковое образование должны были получать как мальчики, так и девочки. Телесные наказания в школах отменялись. Быстрый рост и усложнение системы городского школьного образования привлекло сюда много женщин, которые делали карьеру в качестве школьных учителей.

### Социальные работники
Прогрессисты считали, что благотворительность не должна быть уделом любителей, и организовали курсы профессиональных социальных работников.
Одним из социальных работников, типичных для раннего прогрессивизма, была Джейн Аддамс, которая организовала активность своих коллег и волонтёров в трущобах Чикаго. В частности, их целью было повышение уровня жизни за счёт ликвидации безграмотности и культурных программ для бедных.

### Ограничение детского труда
Предложенные прогрессистами законы о запрещении детского труда имели целью дать детям рабочих возможность получить школьное образование.

### Поддержка профсоюзов
После 1907 года Американская федерация труда начала требовать проведения законопроектов о поддержке профсоюзного движения. Законопроекты о восьмичасовом рабочем дне, минимальном размере оплаты труда для женщин, оплате работодателем больничных листов, безопасности труда и охране здоровья рабочих на фабриках получили поддержку со стороны демократов и президента Теодора Рузвельта.

### Сухой закон
Многие прогрессисты, например, Сьюзен Энтони, требовали принятия сухого закона, считая, что употребление алкогольных напитков препятствует прогрессу нации. В 1919 году они добились принятия восемнадцатой поправки к Конституции США, которая была отменена лишь в 1933 году.

### Охрана среды
Под влиянием части учёных-прогрессистов, таких как Джон Пауэлл, во время президентства Теодора Рузвельта (1901—1909 гг.) был принят ряд законов об охране окружающей среды, в том числе о национальных лесах США и Гранд-Каньоне. Кроме того, в 1902 году начались работы по ирригации обширных земель в западных штатах, в 1906 году принят закон об охране остатков доисторических поселений и артефактов индейцев, а в 1907 году — об охране водных источников.

## Политическое влияние
В начале XX века часть республиканцев и демократов совместно с рядом других политических сил начала проводить политику реформ в духе прогрессивизма. В основном реформы сводились к государственному регулированию монополий, поддержке профсоюзов, государственных программ здравоохранения, ограничению политической коррупции и охране окружающей среды. В 1912 году в результате раскола Республиканской партии образовалась независимая Прогрессивная партия, выдвинувшая собственного кандидата в президенты — ранее уже занимавшего этот пост дважды Теодора Рузвельта. Проиграв выборы, партия распалась. Тем не менее, раскол спровоцировал уход из республиканской партии большей части интеллектуальных лидеров прогрессивизма, и в дальнейшем республиканцы придерживались политики прогрессивизма, более ориентированного на интересы бизнеса, которые представляли президенты Тафт и Гувер.
Вне большой политики американские прогрессисты нередко тяготели к популизму, отрицали роль политической и финансовой элиты, призывали к борьбе с крупными корпорациями и влиятельными семьями богачей. Их политическое влияние в основном ощущалось лишь на местном уровне. В частности, они проводили муниципальные реформы, боролись с питейными заведениями, стимулировали заселение бедных кварталов представителями среднего класса. При их участии во многих городах появились специальные структуры для контроля за расходованием бюджетных средств и положением в местных школах; нередко их избирали мэрами.

## Культурный прогрессивизм
Философской основой американского прогрессивизма был прагматизм, прежде всего в версиях Джона Дьюи и Уильяма Джемса. Они противостояли апологетам социального дарвинизма, таким как Герберт Спенсер. Торстейн Веблен в книге «Теория праздного класса» (1899 г.) разоблачал «вопиющее потребительство» богатых. Видный просветитель Джон Дьюи отстаивал философию педагогики, в центре которой были интересы ребёнка.
Кроме философов и просветителей значительный вклад в развитие прогрессивизма в США сделала разоблачительная журналистика. Её основным читателем был средний класс, а мишенью — экономические привилегии, политическая коррупция и социальная несправедливость. В частности, атакам журналистов активно подвергались крупные компании, претендующие на монопольное положение на американском рынке, такие как Standard Oil. Известный журналист Линкольн Стеффенс разоблачал коррупцию в городском управлении. Другие журналисты проводили расследования действий отдельных сенаторов, железнодорожных и страховых компаний, подделок на рынке лекарств и т. д.
Существенную роль в этом движении сыграли и видные американские писатели, например, Теодор Драйзер. Его романы «Финансист» (1912 г.) и «Титан» (1914 г.) в нелицеприятном свете описывают типичных бизнесменов того времени. Эптон Синклер в романе «Джунгли» (1906 г.) описал заводы пищевой промышленности Чикаго, способствовав привлечению внимания общественности к проблеме безопасности пищевых продуктов.

## Поздние прогрессистские движения
Вслед за первым движением прогрессистов начала XX века в США формировалось ещё несколько групп, также позиционировавшихся как прогрессистские.

### Второе движение прогрессистов
В 1924 году сенатор от Висконсина Роберт Лафолет выставлял на президентских выборах свою кандидатуру от Прогрессивной партии. Лафолет завоевал голоса значительной части избирателей, преимущественно членов профсоюзов, этнических немцев и социалистов, своими атаками как на политическую олигархию, так и на плутократию.

### Третье движение прогрессистов
В 1947 году бывший вице-президент Генри Уоллес начал собственную избирательную кампанию с разоблачения действий администрации Гарри Трумэна, приведших к осложнению отношений с Советским Союзом и началу холодной войны. Многие избиратели были привлечены его предложениями по её окончанию.

### Современный американский прогрессивизм
Современное, или четвёртое, движение прогрессистов началось в 1960-х — 1980-х годах как активность ряда независимых политических групп новых левых, популистов, феминистов, энвайронменталистов, борцов за права сексуальных меньшинств и пр. В политическом спектре США они располагаются от центра через левый либерализм и социал-демократию до демократического социализма. Одним из основных направлений внутри Демократической партии являются Прогрессивные демократы Америки. В то же время некоторые прогрессисты или покинули ряды демократов, или никогда не входили в эту партию. Важным центром притяжения для прогрессистов левее Демократической партии стала Партия зелёных США.
Виднейшими представителями современного прогрессивизма в США считаются Берни Сандерс и Элизабет Уоррен. Также разные источники относили к этому течению следующих политиков последних десятилетий: Шеррод Браун, Джесси Джексон, Деннис Кусинич, Синтия Маккинни, Ральф Нейдер, Кэтлин Сибелиус, Джилл Стайн, Эл Франкен, Питер Шамлин, Джон Эдвардс, мэр Нью-Йорка Билл де Блазио и бывший вице-президент США Эл Гор, а также ныне покойные сенатор Эдвард Кеннеди и былой активист «Студентов за демократическое общество» Том Хейден, — и ряд популярных радио- и телеведущих: Эми Гудман, Джон Стюарт, Дженк Уйгур, Ана Каспарян, Кристал Болл и др. Позиции прогрессистов особенно сильны в штате Вермонт, от которого избран единственный сенатор-социалист Берни Сандерс, и Сиэтле (штат Вашингтон), в муниципальный совет которого избрана троцкистка Кшама Савант. На местном уровне в этих штатах действуют такие прогрессивные/левые партии, как Вермонтская прогрессивная партия и Свободная социалистическая партия соответственно.
Важными вехами в истории современных американских прогрессивных и левых сил были движение Occupy Wall Street, кампании кандидата в президенты США сенатора Берни Сандерса, называющего себя демократическим социалистом, и избрание в Конгресс в 2018 году четвёрки молодых прогрессисток (Александрия Окасио-Кортес, Ильхан Омар, Рашида Тлаиб, Аянна Прессли).
Прогрессистские ценности иногда их называют «либеральными», однако многие оспаривают этот термин, считая либерализм противоположной по сути идеей, защищающей индивида, тогда как прогрессистский мультикультурализм связывает индивидуальные и групповые права в единый комплекс.